# 異邦人の時
異邦人の時（いほうじんのとき、英語 times of the Gentiles、ギリシャ語 καιροὶ ἐθνῶν）とは、新約聖書のルカ福音書21章24節の中で、イエス・キリストの述べた言葉として登場する聖書語句。預言的な意味があると見なされている。

## エホバの証人の見解
エホバの証人が用いる新世界訳聖書では「異国の人々の定められた時」と訳出されている。「定められた」と訳出したのは、ギリシャ語カイロイ (καιροὶ) に限定的な期間の意味合いが含まれるからであるとしている。「異国の人々」とはギリシャ語エトネー (ἐθνῶν) の訳出であり、特にユダヤ人でない諸国民を指して用いられる語である。エホバの証人によれば、この聖句中で、異国の人々によってエルサレムが踏みにじられることは、西暦70年にローマ帝国によってエルサレム都市が滅びたことについての言及ではない。エルサレムとはダビデ王統の支配による神の王国の予型的な都市であり、法的権利を持つイエス・キリストが王座に就くことになっている。エゼキエル書21章25から27節の預言によれば、古代バビロニア帝国の王ネブカドネザルによってエルサレムが滅びた時に、ダビデ王朝による支配は一時的に中断され、メシアの到来まで待たなければならなかった。昔のイスラエル王政によって示された、異国の人々への影響（イスラエルが全世界を征服する、攻めて来る等、…）現在は天からの脅威になっている。エゼキ17:22。それゆえ、異邦人の時が始まったのは、バビロニア帝国がエルサレムを滅ぼしたとされる西暦前607年からであるとの見解を持つ。そして、その期間の年代計算はダニエル書4章の記述から導くことができ、それは1914年に満了し、イエス・キリストは神の王国の王として即位したとの見解を持つ。（「年代計算については七つの時」の頁を参照）現在のこの世に対する裁きは、天からの、天の裁きで在る事は妥当である。天の裁きと言うがそれは本当である。。
エホバの証人は参考にした説明として、1844年にイギリスの僧職者E・B・エリオットや、ロバート・シーリーが、異邦人の時はダニエル書の「七つの時」が終わる年代であるとして1914年を提唱していた。しかし、憶測、人間の考えとして同時にフランス革命の時とする見解をも示していた。